# Atami
Atami (jap. 熱海市 Atami-shi) – miasto w Japonii, w prefekturze Shizuoka, na wyspie Honsiu (Honshū). 

## Położenie
Miasto leży we wschodniej części prefektury Shizuoka, u północno-wschodniej nasady półwyspu Izu, na zboczach częściowo zatopionej kaldery wulkanicznej na skraju zatoki Sagami otwartej na Ocean Spokojny. 
Miasto graniczy w prefekturze Shizuoka z:
- Itō
- Izunokuni
- Kannami

W prefekturze Kanagawa z:
- Yugawara[2]

## Znaczenie
Ze względu na bliskość Tokio, Atami jest od dawna popularnym nadmorskim kurortem z licznymi gorącymi źródłami (onsen) znanymi od VIII wieku. 
W Atami znajduje się Muzeum Sztuki MOA (MOA Bijutsukan) położone malowniczo na zboczu wzgórza. Prezentowana jest w nim bogata kolekcja sztuki japońskiej i wschodniazjatyckiej. Wśród eksponatów znajdują się trzy skarby narodowe i wiele ważnych dóbr kulturowych, w tym: obrazy, dzieła kaligrafii, rzeźby i wyroby rzemieślnicze. Jest też ogród w stylu japońskim, restauracje, kawiarnia, herbaciarnia i teatr nō (noh).
Muzeum zostało otwarte w 1982 roku przez Mokichi Okada Association (MOA). Okada był kolekcjonerem sztuki, który żył w latach 1882–1955.
Zamek Atami (Atami-jō) został zbudowany jako atrakcja turystyczna w 1959 roku na szczycie wzgórza, pomimo że miasto historycznie nigdy nie miało takiego zamku. Znajduje się w nim wystawa na temat różnych zamków Japonii. Zwiedzający mogą przebierać się w kostiumy z okresu Edo i rozwiązywać japońskie zagadki. Centrum gier i erotyczna wystawa ukiyo-e znajduje się w podziemiach budynku
Tereny wokół miasta i znaczne części półwyspu należą do Parku Narodowego Fudżi-Hakone-Izu.

## Transport
Przez stację kolejową Atami w centrum miasta przebiegają linie: 
Tōkaidō-shinkansen, Tōkaidō-honsen, Itō-sen
Do miasta należy administracyjnie wyspa Hatsu (Hatsu-shima) w zatoce, gdzie można dotrzeć promem.

## Galeria

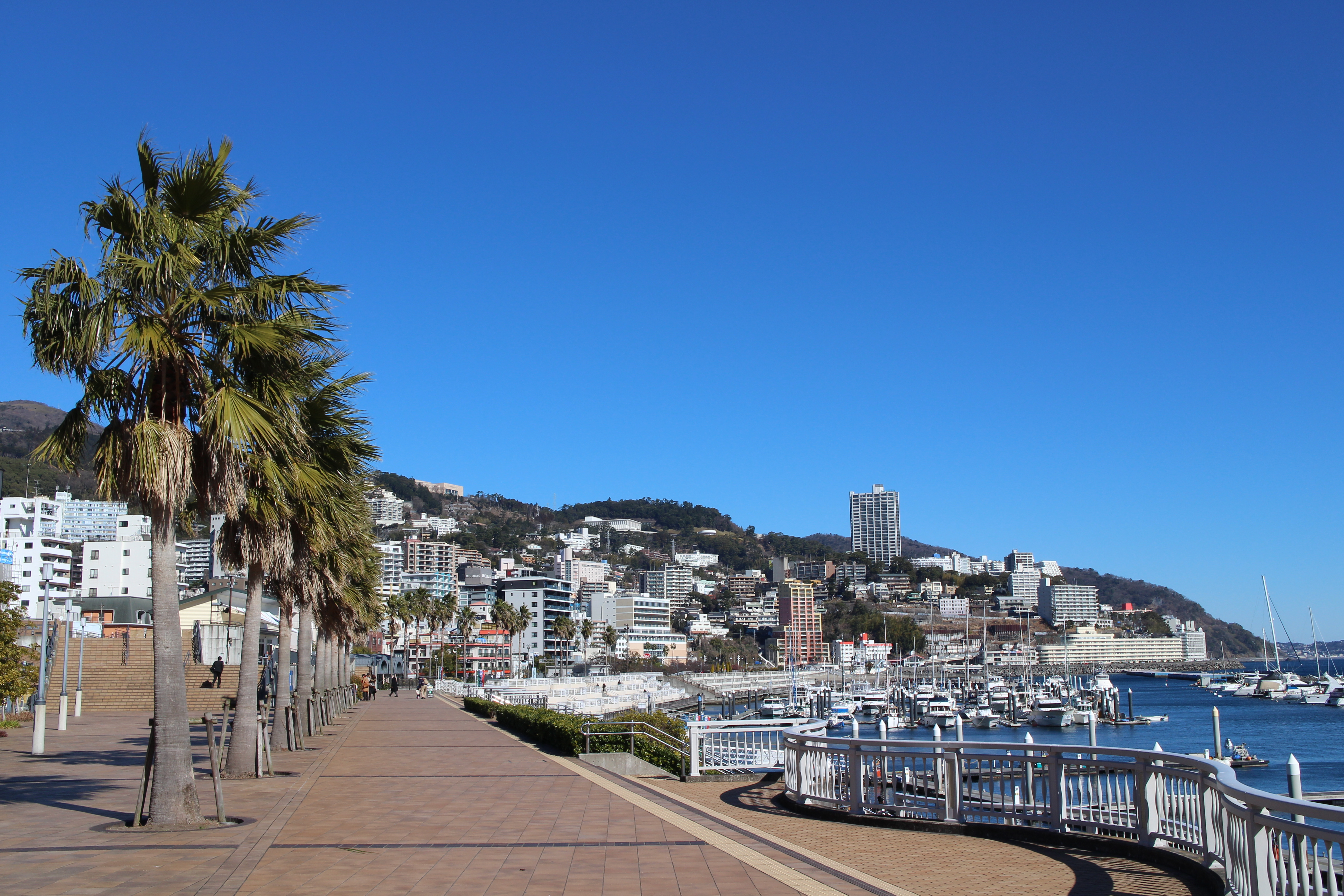
Atami
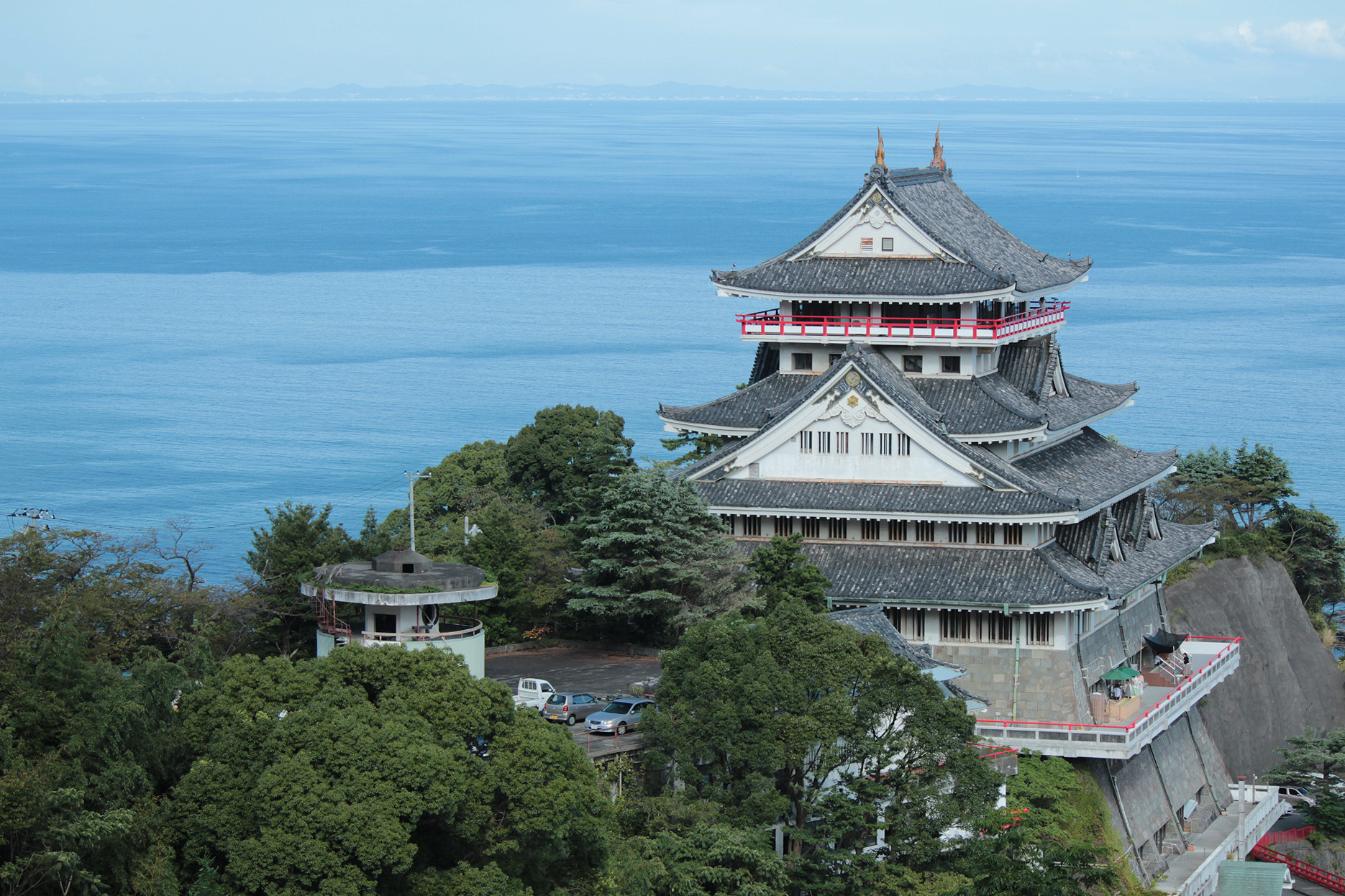
Zamek Atami
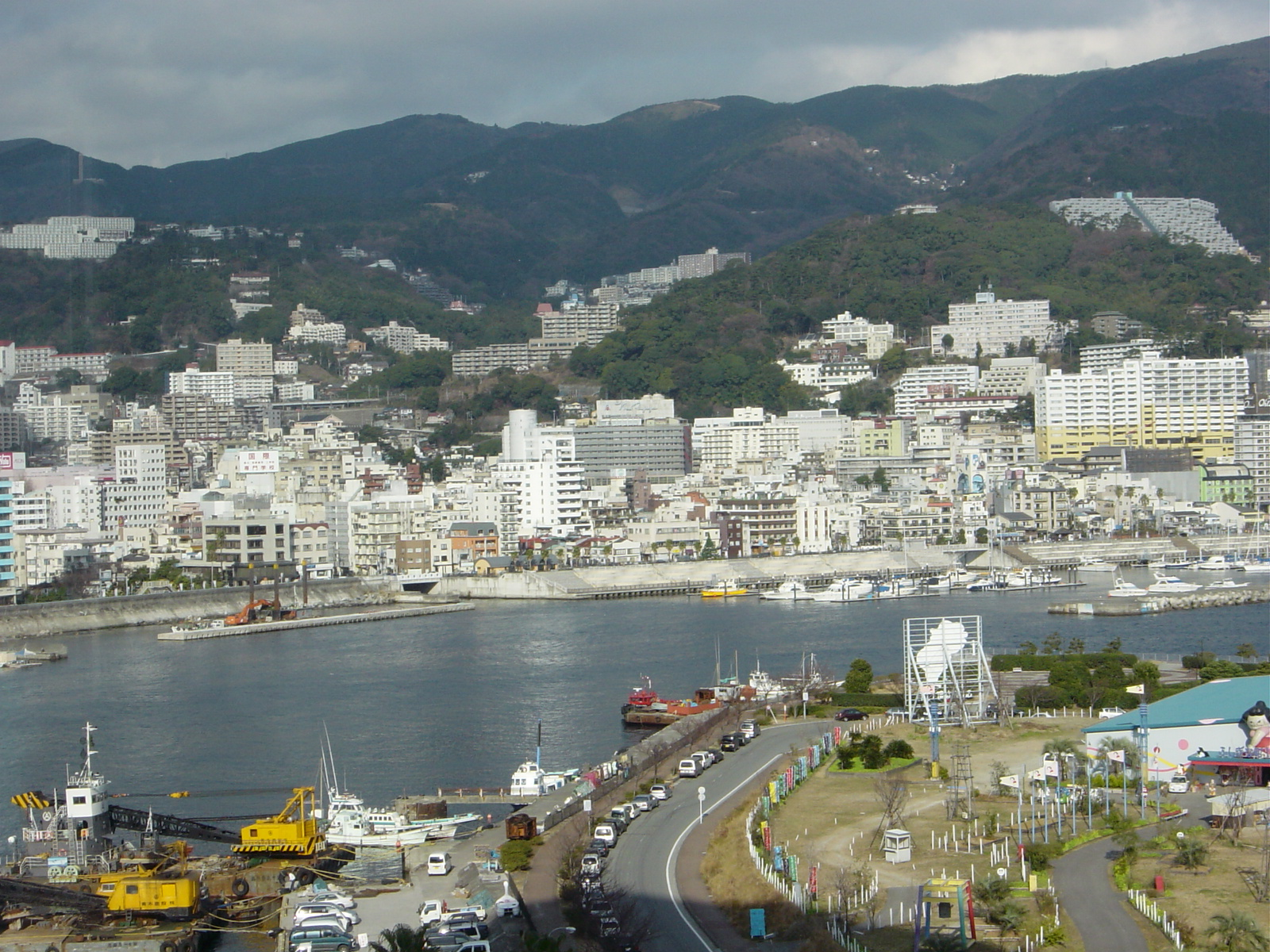
Panorama miasta i portu
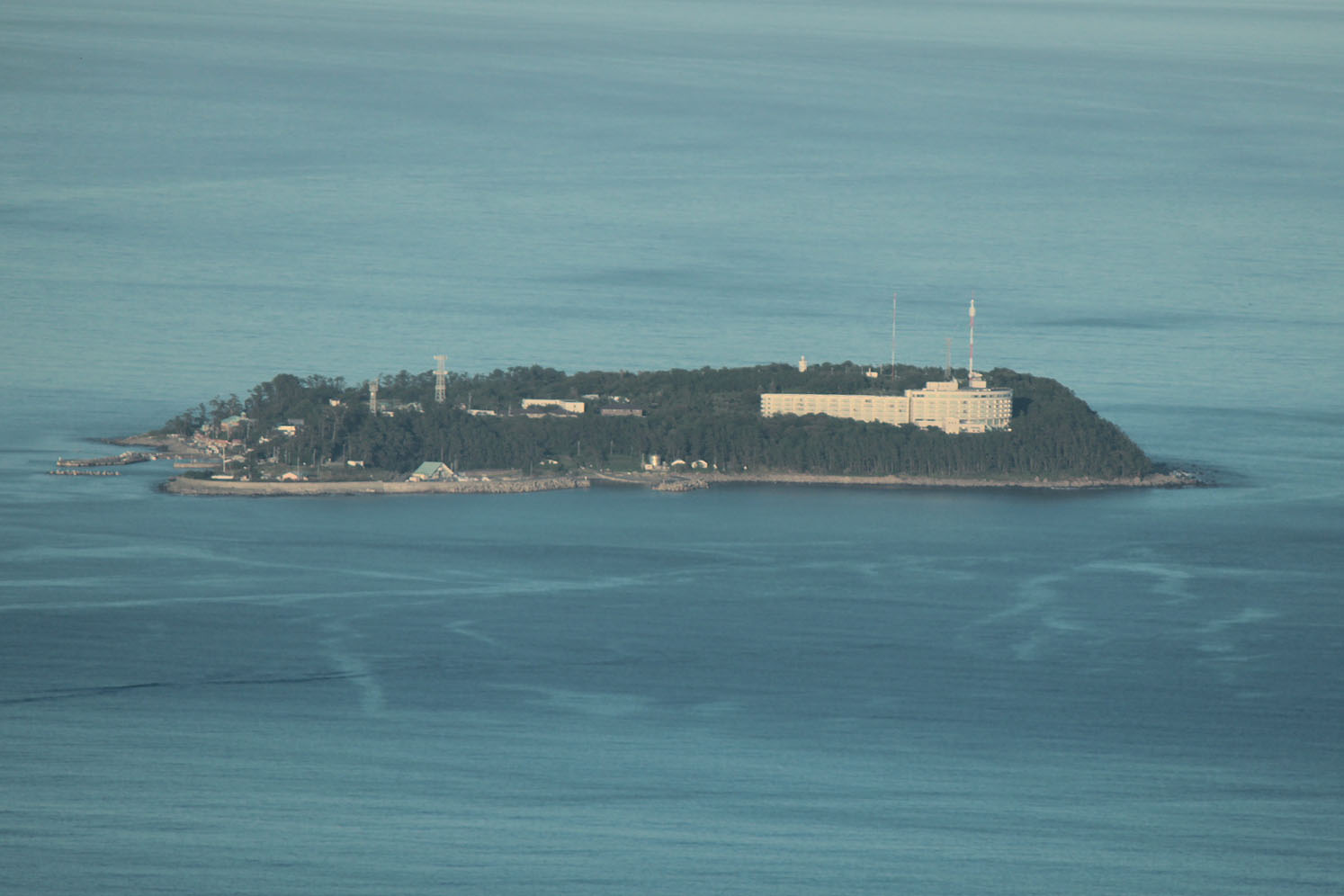
Hatsu-shima